# Пейн, Три
Трина «Три» Пейн (англ. Trina «Tree» Paine, фамилия при рождении — Snyder; род. 1971 или 1972) — американский специалист по связям с общественностью. Наиболее известна как пресс-агент американской певицы Тейлор Свифт с 2014 года. Пейн известна тем, что провела Свифт через множество громких дел: судебный процесс по делу о сексуальном насилии и спор о мастер-записях Свифт. Приобрела репутацию «тихого, но свирепого пиар-питбуля» и проницательного публициста.

## Карьера
Трина Снайдер выросла в Коста-Меса, Калифорния. Она училась в Университет Южной Калифорнии, где в 1990 году вступила в международное студенческое женское братство Pi Beta Phi.
Пейн начала свою карьеру в качестве стажёра на британском звукозаписывающем лейбле Mute Records в отделе продаж и маркетинга, после чего работала менеджером по национальному маркетингу в World Domination Recordings и на должности помощника руководителя в отделе A&R в Maverick Records, звукозаписывающем лейбле, основанном Мадонной. В 1995 году Пейн перешла в компанию Interscope Records в качестве представителя по маркетингу и развитию артистов на Западном побережье, где работала с такими артистами, как No Doubt, The Wallflowers, Snoop Dogg, Nine Inch Nails и Marilyn Manson.
Затем Пейн покинула Interscope и открыла собственную компанию по уличному маркетингу, первым клиентом которой стала Бонни Рэйтт. Со временем список её клиентов пополнился такими звукозаписывающими лейблами, как Warner Records, Capitol Records, London Recordings и 143 Records. В 1999 году Пейн объединила свою компанию с Immortal Records и создала IR Street Marketing. Затем Пейн получила должность в агентстве William Morris Agency в Беверли-Хиллз, где познакомилась с Гейлом Холкомбом, в то время вице-председателем Академии кантри-музыки (ACM), в результате чего в 2002 году Пейн была принята на работу в ACM для курирования медиа, радио и маркетинга академии.
В 2007 году Пейн перешла на работу в компанию Warner Music Nashville в качестве вице-президента по рекламе. В 2013 году она была повышена до старшего вице-президента по рекламе Warner Music Group, где отвечала за рекламу кантри- и христианского подразделений группы.
В 2014 году Пейн объявила о своём уходе из Warner Music и открытии собственной фирмы по связям с общественностью Premium PR. Её первым и единственным клиентом стала Тейлор Свифт, чей семилетний пиарщик Пола Эриксон, как сообщалось, ушла в отставку. В 2020 году Пейн снялась в автобиографическом документальном фильме Свифт на Netflix «Мисс Американа», режиссёром которого выступила Лана Уилсон.
Пейн известна тем, что провела Свифт через множество громких событий, включая вражду с Ким Кардашьян и Канье Уэстом, судебный процесс по делу о сексуальном насилии против бывшего радиоведущего Дэвида Мюллера и спор о мастер-записях Свифт.
Иногда она делает заявления в своих социальных сетях, например, когда она напрямую обратилась к Big Machine Records на своей странице в Twitter по поводу спора о мастер-записях и когда она раскритиковала анонимное издание сплетен DeuxMoi за распространение слухов о свадьбе Свифт с ее бывшим бойфрендом Джо Элвином.

## Отзывы
Пиар-аккуратность Пейн и её умение справляться с моментами, когда Свифт оказывалась в центре внимания прессы, были отмечены и заслужили похвалу в публикациях. По мнению The Cut, Пейн завоевала репутацию «тихого, но свирепого пиар-питбуля». В отличие от многих знаменитых пиарщиков, которые обычно не известны и не популярны среди фанбаз, Пейн — известная фигура среди фанатов Свифт — «свифтистов» (которые часто хвалят её за навыки работы с общественностью и близкие отношения со Свифт), имеющая свою собственную фан-фоллоу в фандоме, и получила особое освещение в таких изданиях, как The New York Times, как «мощный пиарщик» и «PR-мастер». The Wall Street Journal назвал Пейн «одним из самых влиятельных людей в индустрии развлечений». Today считает: «С самого начала их рабочих отношений Пейн скромно, но постоянно присутствовала рядом со Свифт на публичных мероприятиях». Согласно Business Insider, «стратегические решения и сопровождение на красных дорожках сделали Пейн знаменитой в своем собственном праве».

## Личная жизнь
Пейн замужем за Лэнсом Пейном, бизнесменом, который занимал пост президента компании по производству конфет Goo Goo Cluster, а затем президента компании Property Brothers, принадлежащей Scott Brothers Global. Свадьба была в Лас-Вегасе в 1998 году. Они живут в Нашвилле со своей дочерью-подростком, которую зовут Лакс Люси Пейн (Lux Lucy Paine). Три Пейн мало рассказывает о своей личной жизни и не давала интервью с 2012 года.